# Andreas Michalke
Andreas Michalke (né en 1966 à Hambourg) est un auteur de bande dessinée allemand. Il est d'abord connu pour ses fanzines inspirés par la culture musicale allemande indépendante, dans laquelle il s'implique à partir de la fin des années 1980. Dans les années 2000, il réalise le comic strip Bigbeatland dans l'hebdomadaire de gauche Jungle World.

## Publications
- Artige Zeiten nos  1-7 (avec Minou Zaribaf), Reprodukt, 1991–1997.
- Smalltown Boy Reprodukt, 1999.
- Bigbeatland, Reprodukt, 2006.
- Monovision, Reprodukt, 2008.

## Distinctions
- 1993 : Prix Max et Moritz du meilleur fanzine pour Artige Zeiten
- 1999 : Prix ICOM de la meilleure contribution à la bande dessinée humoristique pour Smalltown Boy